# أندريه ستاروستا
أندريه ستاروستا (بالتشيكية: Ondřej Starosta) مواليد 5 مايو 1979 في براغ، هو لاعب كرة سلة تشيكي. بدأ مسيرته الاحترافية في سنة 1994. يلعب في الدوري الإسباني لكرة السلة الدرجة الثانية كلاعب وسط. يبلغ طوله 7 قدم 1 بوصة (2.2 م).

## الإنجازات
- الدوري الإسباني لكرة السلة الدرجة الثانية: 1
  - 2008

## روابط خارجية
- أندريه ستاروستا على موقع الاتحاد الدولي لكرة السلة (الإنجليزية)
- أندريه ستاروستا على موقع الدوري الإسباني لكرة السلة (الإسبانية)
- أندريه ستاروستا على موقع كرة السلة الأوروبية.كوم (الإنجليزية)
- أندريه ستاروستا على موقع ريلجم (الإنجليزية)
- أندريه ستاروستا على موقع بروبوليرز (الإنجليزية)
- أندريه ستاروستا على موقع سبورتس رفرنس (الإنجليزية)